# نیکولایفکا (شهرستان بیرسکی، باشقیرستان)
نیکولایفکا (انگلیسی: Nikolayevka, Birsky District, Republic of Bashkortostan) یک شهرک در شهرستان بیرسکی باشقیرستان کشور روسیه است.